# Kent (Connecticut)
Kent és una localitat de Connecticut situada al Comtat de Litchfield, al costat de la frontera de Nova York. Segons el cens de l'any 2020, la població va ser de 3.019 habitants. El municipi és la seu de tres internats de Nova Anglaterra i dels centres educatius, South Kent, Kent i Marvelwood School. La reserva índia Schaghticoke està localitzada dins dels límits de la ciutat, per la qual, així mateix, passa la famosa Sender dels Apalatxes.

## Geografia
Kent està localitzada a Litchfield. Segons l'Oficina del Cens dels Estats Units, la ciutat té una àrea total de 49,6 la m² (128,4 km²) dels quals, 48,5 m² (125,5 km²) són terreny i 1,1 m² (2,9 km²) és aigua amb percentatge del 2,26%. Bulls Bridge, un dels dos ponts coberts oberts a la circulació, està situada en la localitat, la qual apareix biseccionada pel riu Housatonic. A la part oest es troba el Macedònia Brook State Park, la reserva índia Schaghticoke igual que la sendera dels Apalatxes.

### Comunitats principals
- Bulls Bridge
- Flanders
- Kent center
- Kent Furnace
- Macedònia
- North Kent
- South Kent (Disposa del seu propi codi postal)
- Reserva índia Schaghticoke

## Demografia
Segons el cens del 2000,[2] a la localitat hi viuen 2.858 habitants amb una densitat de població de 59 hab./m (22,8 km²), on el veïns ocupen una densitat de 30,2 la meva² (11,7 km²).
A Kent hi ha 1,143 llars. La mitjana de la grandària de cada llar individual és de 2,43 i la familiar de 2,99.
La mitjana d'edat és de 43 anys. Per cada 100 dones, 93 són homes. Per cada 100 dones de 18 o més anys, 90,6 són homes.
La mitjana per ingressos familiars en la localitat va ser de 53.906 dòlars i per família de 66.065 dòlars. La població masculina té una mitjana d'ingressos de 46.343 enfront dels 31.493 dòlars de la població femenina. La renda per càpita de la ciutat va ser de 38.674, que es distribueix de la següent manera. 0,1% de les famílies i el 3,2% de la població viu sota el llindar de la pobresa.

## Ciutadans il·lustres
- William H. Armstrong, autor de "Sounder".
- Ted Danson, actor i estudiant en Kent School.
- Oscar De la Renda, dissenyador.
- Peter Gallagher, actor.
- Steve Katz, membre fundador del grup Blood, Sweat & Tears.
- Adam Kennedy (1922–1997), actor, autor, pintor, (mort en Kent).
- Henry Kissinger, antic Secretari d'Estat dels Estats Units.
- Patti LuPone, cantant i actriu
- Seth MacFarlane (b. 1973), productor, director i actor.
- Rachael MacFarlane actriu
- Edmund Morris, escriptor guanyador d'un premi Pulitzer
- Lynn Redgrave, actriu
- Trudie Lamb-Richmond, antiga representant de la tribu Schaghticoke, presentadora, activista nativoamericana, autora, educadoraauthor
- Joe Bouchard, membre fundador del grup Blue Öyster Cult
- James Burnham, teorista polític.
- George P. Wilbur, actor, doble de risc.